# Rosières-aux-Salines
Rosières-aux-Salines är en kommun i departementet Meurthe-et-Moselle i regionen Grand Est (tidigare regionen Lorraine) i nordöstra Frankrike. Kommunen ligger i kantonen Saint-Nicolas-de-Port som tillhör arrondissementet Nancy. År 2022 hade Rosières-aux-Salines 2 814 invånare.

## Befolkningsutveckling
Antalet invånare i kommunen Rosières-aux-Salines
| Referens: INSEE |